# Étienne Maynaud de Bizefranc de Laveaux
Étienne Maynaud de Bizefranc de Laveaux, auch bekannt als Étienne de Lavaux (* 8. August 1751 in Digoin; † 12. Mai 1828 in Cormatin), war ein französischer General und Politiker.

## Leben
Étienne Mayneaud Bizefranc de Laveaux wurde am 8. August 1751 in Digoin, geboren. Er stammte aus einer alten und adligen burgundischen Familie.
Er war während der Französischen Revolution von 1793 bis 1796 Gouverneur von Saint-Domingue. Er sorgte dafür, dass das Gesetz zur Befreiung der Sklaven durchgesetzt wurde, und unterstützte den schwarzen Anführer Toussaint Louverture, der später die unabhängige Republik Haiti gründete. Während des Direktoriums wurde er Mitglied der Parlamentskammer Rat der Alten (Conseil des Anciens). Vom 19. Juli bis 18. August 1798 leitete er den Rat der Alten als Präsident. Nach der Bourbonen-Restauration war er von 1820 bis 1823 Abgeordneter für Saône-et-Loire.
Laveaux starb am 12. Mai 1828 im Château de Cormatin in Cormatin.